# Tinodes merula
Tinodes merula är en nattsländeart som beskrevs av Mclachlan 1882. Tinodes merula ingår i släktet Tinodes och familjen tunnelnattsländor. Inga underarter finns listade i Catalogue of Life.